# Leif Sundberg
Leif Wilhelm Sundberg, född 31 oktober 1938 i Luleå, död 9 april 2025 i Burgsvik, Gotlands län, var en svensk skådespelare, regissör, författare och teaterpedagog.

## Biografi
Sundberg inledde sin teaterverksamhet på Stockholms studentteater under tidigt 1960-tal och kom 1962 till Marionetteatern, där han verkade ett par år som dockspelare och administratör och 1971 som regissör. Som en föregångsperson i det fria svenska teaterlivet var han 1965 med och grundande Stockholms första professionella fria teatergrupp, Narrenteatern, som en vidareutveckling av gruppen från studentteatern, och 1967 bildade han tillsammans med Suzanne Osten, Lottie Ejebrant och Gunnar Edander den fria teatergruppen Fickteatern,  som var starkt influerad av vänsterrörelsens idéer. 
Efter Fickteatern upplöstes 1971 var Sundberg verksam vid bland annat Malmö stadsteater och Skånska Teatern och under åren 1973–1976 rektor för Statens scenskola i Malmö. Han var även rektor för Dramatiska Institutet 1979–1981. Under 1980-talet spelade och regisserade Sundberg bland annat på Stockholms Stadsteater och Unga Klara. Han gestaltade till exempel fadern, Alois Hitler, i Suzanne Ostens omtalade uppsättning av Niklas Rådströms Hitlers barndom (1984), huvudrollen som Alceste i Molières Misantropen (1987), skådespelaren Louis Jouvet i Elvire-Jouvet 1940 (1990) och senare Kung Claudius i Hamlet (1995) samt Sorin i Måsen (1997).
Under såväl 1980- som 1990-talen regisserade Sundberg ett stort antal uppsättningar på bland annat Upsala Stadsteater och Norrbottensteatern. Ett uppmärksammat exempel är uppsättningen av Sara Lidmans Hästen och Tranan på Orionteatern 1995, vilken också filmades för SVT. Han har också regisserat vid bland annat Kungliga Operan, Dramaten (Christa Wolfs Kassandra 1985, Carl Jonas Love Almqvists Amorinas dröm 1986), Göteborgs Stadsteater, Västmanlands länsteater, Byteatern i Kalmar, Samiska teatern, Västanå teater och Smålands Musik och Teater. Han har också gjort radioteater samt medverkat i TV- och filmproduktioner, såsom Suzanne Ostens Mamma (1982) och Wällkåmm to Verona (2006) och Jonas Cornells Månguden (1988).
Sundberg intresserade sig mycket för utforskande pedagogiskt teaterarbete och skrivit böcker om detta. Åren 1998–2001 var han adjungerad professor i rollgestaltning vid Teaterhögskolan i Stockholm och 2001–2006 gästprofessor vid Dramatiska Institutet.
Sundberg var gift med dramatikern Ingegerd Monthan. Deras son, musikern Ivan Monthan, är född 1982.

## Teater

### Regi (ej komplett)
| År   | Produktion                           | Upphovsmän                      | Teater                 |
| ---- | ------------------------------------ | ------------------------------- | ---------------------- |
| 1972 | Killarna                             | Siv Widerberg                   | Malmö stadsteater      |
| 1972 | Sagan om Sindbad Sjöfararens äventyr | Per Lysander och Agneta Pleijel | Malmö stadsteater      |
| 1977 | Häxorna - Bränn dem                  |                                 | Stockholms stadsteater |
| 1987 | Isak                                 |                                 | Stockholms stadsteater |

### Roller
| År   | Roll                | Produktion                  | Regi | Teater                 |
| ---- | ------------------- | --------------------------- | ---- | ---------------------- |
| 1980 | Markis de Sade      | Mordet på Marat Peter Weiss |      | Stockholms stadsteater |
| 1982 | Medverkande Musiker | Unga Klara Berättar Livet   |      | Stockholms stadsteater |
| 1984 | Alois juden         | Hitlers Barndom I           |      | Stockholms stadsteater |
| 1987 | Alceste             | Misantropen Molière         |      | Stockholms stadsteater |
| 1988 | Kim,8 år            | Paddakvariet                |      | Stockholms stadsteater |
| 1990 | Louis jouvet        | Elvire-Jouvet-1940          |      | Stockholms stadsteater |
| 1995 | Kung Claudius       | Hamlet William Shakespeare  |      | Stockholms stadsteater |
| 1997 | Sorin               | Måsen Anton Tjechov         |      | Stockholms stadsteater |

## Filmografi
Regi
- 1997 – Hästen och tranan
- 2003 – Duo (även manus)

Skådespelare
- 1973 – Pistolen
- 1982 – Mamma
- 1988 – Månguden
- 1997 – Hästen och tranan
- 2006 – Wellkåmm to Verona